# Stanislav Petrov
Pour les articles homonymes, voir Petrov.
Stanislav Ievgrafovitch Petrov (en russe : Станислав Евграфович Петров), né le 9 septembre 1939 à Vladivostok (RSFSR, URSS) et mort le 19 mai 2017 à Friazino (Russie), est un officier de la Voyska PVO, la force de défense anti-aérienne de l'Armée soviétique.
Lors d'une alerte déclenchée par les satellites de surveillance soviétiques en septembre 1983, Petrov prit la décision d'informer sa hiérarchie qu'il pouvait s'agir d'une fausse alerte, et non d'un tir de missiles contre l'Union soviétique, comme l'indiquait le système informatique d'alerte antimissile. Sa hiérarchie a donc décidé de ne pas riposter. Pourtant, cette crise intervint à un moment d'extrême tension entre l'Union soviétique et les États-Unis, seulement trois semaines après la destruction du vol Korean Air Lines 007 par des chasseurs soviétiques et aurait pu déclencher des échanges de missiles. Le fait que Petrov ait décelé cette alerte comme fausse aurait alors évité une riposte des deux camps adverses.

## L'incident du 26 septembre 1983
Dans la nuit du dimanche 25 au lundi 26 septembre 1983, Stanislav Petrov était l'officier de garde sur la base d'alerte stratégique de Serpoukhov-15, située dans le village de Kourilovo, dans l'oblast de Kalouga à une centaine de kilomètres au sud de Moscou. Cette base était chargée de recueillir les informations des satellites soviétiques surveillant d'éventuels tirs de missiles nucléaires contre l'Union soviétique. À minuit quinze, heure de Moscou, le système informatique d'alerte anti-missiles Krokus du SPRN (Sistemi Predouprejdienia o Raketnom Napadienii, système d'alerte en cas d'attaque par missile) indiqua un, puis quatre nouveaux tirs de missiles balistiques intercontinentaux Minuteman III en provenance de la Malmstrom Air Force Base, aux États-Unis. Ces tirs avaient été détectés par le satellite d'alerte précoce Cosmos 1382, de type Oko.
Stanislav Petrov ne disposa que de quelques instants pour analyser la situation. Devant le faible nombre de missiles détectés, il désobéit à la procédure et indiqua à ses supérieurs qu'il s'agissait selon lui d'une fausse alerte. Son avis fut suivi et permit ainsi d'éviter une riposte soviétique qui aurait pu être le point de commencement d'un conflit nucléaire ouvert.
Par la suite, un diagnostic des systèmes soviétiques mit en cause le logiciel embarqué par les satellites, qui fit une interprétation erronée de la réflexion des rayons du soleil sur les nuages, confondue avec le dégagement d'énergie au décollage de missiles.
Stanislav Petrov soutient que les enquêteurs qui analysèrent la fausse alerte cherchèrent à faire de lui un bouc émissaire du dysfonctionnement du système ; mais il semble que les conséquences sur sa carrière ne furent finalement ni positives ni négatives. Selon Peter Pry, un ancien analyste à la CIA, cette alerte survint dans un contexte extrêmement tendu dans les relations entre les États-Unis et l'Union soviétique, car Andropov était alors obsédé par la crainte d'une attaque surprise déclenchée par l'Occident, ayant en outre mis sur pied l'opération d'espionnage RYAN.
Pour des raisons de secrets militaire et politique, l'incident ne fut rendu public qu'en 1998.

## Les suites
Stanislav Petrov quitta son poste peu après l'incident en raison de l'état de santé de sa femme, qui décéda en 1997. Quelques mois après l'incident, il reçoit une décoration « pour mérites rendus à la patrie au sein des forces armées ». Le 21 mai 2004, puis le 19 janvier 2006, il fut distingué pour ses actions par l'Association of World Citizens (en), une association pour la paix dans le monde basée à San Francisco,.
Il décède dans son appartement de Friazino le 19 mai 2017. Sa mort n'est connue du grand public qu'en septembre 2017.

### Filmographie
- The Man Who Saved the World (Guerre froide, l'homme qui sauva le monde), docufiction de 2014 relatant les évènements, avec Stanislav Petrov dans son propre rôle (notice du film sur imdb.com)